# اولاف ستار
اولاف ستار (انگلیسی: Olaf Sæther; ۷ ژانویهٔ ۱۸۷۲ – ۱ نوامبر ۱۹۴۵) تیرانداز اهل نروژ بود.
وی در مسابقات کشوری و بین‌المللی در مجموع برندهٔ ۱ مدال طلا، ۱ مدال نقره شده‌است.